# ویورتون، کامبریا
ویورتون (به انگلیسی: Waverton) یک روستا و محله مدنی در بریتانیا است که در الیردال واقع شده‌است. ویورتون ۳۰۶ نفر جمعیت دارد.